# Cobelura lorigera
Cobelura lorigera är en skalbaggsart som beskrevs av Wilhelm Ferdinand Erichson 1847. Cobelura lorigera ingår i släktet Cobelura och familjen långhorningar. Inga underarter finns listade i Catalogue of Life.